# 關偉霖
關偉霖，澳門企業家及商人，佛教徒，廣東省佛山市南海人，曾被稱為“地產界紅人”，任職澳門威得利企業發展股份有限公司執行董事、澳門特別行政區行政長官選舉委員會委員；2017年起被特邀委任佛山市南海區政協委員；同時於2013年以“關愛澳門”競選組別的第一侯選人和2017年夥泊梁安琪以“澳門發展新連盟”競選組別的第二侯選人參與澳門立法會選舉，但最終兩次選舉中未能成功躋身澳門立法會。
2014年至2016年曾被委任為體育發展局體育委員會委員。同時任職澳門佛教總會常務副會長、澳門負責任博彩協會會長、青年圓夢協會會長、土地管理發展策略協會主席、澳門房地產聯合商會理事長、中國商用車貿易有限公司董事長等多個職務。
2022年6月24日，關偉霖被指涉及李燦烽貪污案，執法部門對其作出被捕並被採取羈押措施侯審。2023年3月31日，初級法院宣判其清洗黑錢和受賄等多項罪名成立，共被判18年實際徒刑。2023年11月21日，中級法院改判部分控罪上訴裁定成立，獲減刑改判5年6個月。

## 職務
- 澳門威得利企業發展股份有限公司執行董事
- 行政長官選舉委員會委員
- 2014-2016年度體育發展局體育委員會委員
- 佛山市南海區政協委員
- 澳門房地產聯合商會理事長
- 澳門負責任博彩協會會長
- 土地管理發展策略協會主席
- 澳門青年智庫協會會長[11]
- 澳門佛教總會常務副會長
- 澳門公務人員體育會榮譽會長[12]

## 榮譽
- 2010年：佛山市人民政府“慈善貢獻獎”
- 2012年：廣東獅子會頒贈「南粵慈善者」稱號[13]

## 生平

### 參與立法會選舉
關偉霖曾參與多屆立法會選舉，據2013年8月8日蘋果日報和2013年9月4日的報道，其中在2009年澳門立法會選舉以第二侯選人夥拍江湖組織負責人水房賴的胞弟，第一侯選人賴初偉以第3組別“同力建設聯盟”出選，凸顯與博彩業關係，“同力建設聯盟”總得票數為5,389票，關偉霖和賴初偉均未能躋身立法會。
在2013年澳門立法會選舉中，關偉霖與澳門發展新連盟拆夥，成為第20組“關愛澳門”的第一侯選人，伙同作為年輕體育教練的老傑龍出戰，雖然團隊增添不少年輕氣息，面貌耳目一新，但未知會否仍受過往刻板印象會影響選情。最終，“關愛澳門”只取得5,323總票數，其未能擠身議會。
在2017年澳門立法會選舉中，關偉霖與梁安琪合夥，成為競選組別第14組“澳門發展新連盟”中的第二參選人，他與梁安琪合夥參選時表示，在負責任博彩及民生、土地政策理念上與梁安琪不謀而合，促成這次合組參選，希望一加一團隊能大於二。。最終，澳門發展新連盟在本次選舉中只取得1席，關偉霖第二次未能成功躋身議會。

### 涉李燦烽貪污案被捕
2022年6月24日，據澳廣視葡文電台報道，關偉霖聯同商人吳立勝、蕭德雄等被指捲入前土地工務運輸局局長賈利安和李燦烽涉貪案，被控「受賄作不法行為罪」、「清洗黑錢罪」及「偽造文件罪」。早在2022年2月，論盡媒體傳出關偉霖聯同商人蕭德雄涉及前工務局局長李燦烽涉貪案，目前被檢察院下令羈押侯審。
2022年8月13日，澳門特別行政區檢察院公佈澳門特別行政區初級法院將於11月4日上午10時對李燦烽貪污案開審，屆時關偉霖其本人將出庭應訊。

## 爭議言論及項目

### 名門世家屏風樓事件
2015年10月，土地工務運輸局公佈除「海一居」外，還有氹仔「小潭山莊」、「名門世家」及鄰近機場一個酒店項目因土地利用期即將屆滿可能收回。有熟悉政情人士指3個地盤已基本落成，只等發入伙紙，相對於「海一居」連地基都未做好可說差天共地。他認為做法只是避免被人說是為一個地盤量身訂做「修法」的政治安排。名門世家項目被指涉及屏風樓，而當時工務局作出一些受賄和涉貪行為批准該項目。而關偉霖與另一名在李燦烽貪污案涉案被告吳立勝更是發展商威得利企業發展股份有限公司的行政管理成員，目前該項目已批准入伙，但部分設施仍未開放。

### 法律解決撕裂社會論
2015年12月27日，就海一居土地臨時批租期已過，政府將依法跟進收回地的工作，而廉署日前亦公佈「放生」16幅閒置地調查報告，建議進一步收緊《土地法》，明確可歸責發展商的範圍，大幅提高罰款，增強阻嚇性。房地產聯合商會副會長關偉霖出席《澳門論壇》時指，土地能否被利用，政府批則慢亦有責任，建議加大政府在舊批地的自由裁量權，讓臨時批租期已過的土地續期，就可避免收地爭議。他說︰「澳門發展如此成功，主要依賴澳門的核心價值︰澳門好和諧！現時什麼事件都透過法律解決的話，整個社會將撕裂！」（澳門發展如此成功，主要依賴澳門的核心價值︰澳門很和諧！現時甚麼事件都透過法律解決的話，整個社會將撕裂！）
2015年12月28日，時事評論員蘇文欣指，有關言論反映澳門某些人的思維模式仍停留在︰「法律應以某些人士的利益作為最大依歸，他們想用權力的方法操縱法律，從而符合自己最大的經濟以及政治利益。」他重申，不同意見交鋒不會「撕裂」社會，相反社會容得下不同聲音，才是現代民主社會的體現。

### 疊石塘山超高樓項目風波
2016年2月28日，時事節目《澳門論壇》討論路環叠石塘山超高樓爭議。環保建築協會會長關偉霖認為環評報告涉及知識產權，是否公開應尊重發展商意願，局部公開採光等環保指標已足夠。「無理由我屋企裝修，要交晒資料出黎俾樓上樓下睇。」（無理由我家裝修，要交齊資料出來給樓上樓下看。）按照「依法辦事」的原則，既然路環叠石塘山項目已有有效的街線圖，無可能去重新交回城規會討論，「無理由今日有新的規劃，就要人地層樓拆左佢，對私人發展商毫無保障。人地已經批左出去，要收番不是公平做法。」（無理由今日有新的規劃，就要人家的建築去拆掉，對私人發展商毫無保障。人地已經(承)批了出去，要收回不是公平做法。）他認為發展商已同意保留葡兵哨站，減少發展面積，已經是妥協和平衡。他提出樓宇應起高些密些才更有利採光、符合環保原則。網上組織「我地規劃」（意思是我們規劃）成員在台下反駁，「而家間屋起左啦咩？最多只係賣出地皮」 （現在這座屋去建了嗎？最多只是賣出地皮）。他澄清要質疑的是政府大幅放高樓宇高度、有利益輸送之嫌，而不是不讓發展。正正因為澳門的無序發展，現在公屋都要起到路環，而且社區配套不足，他重申「如果再不保育，這缺口一打開，發展商係咪要起到黑沙海灘才心息？」（如果再不保育，這缺口一打開，發展商是不是要建到黑沙海灘才心息？）

### 2017年立法會選舉論壇辯論
2017年9月6日，澳廣視的第三場選舉論壇互相質詢環節中，關偉霖以第14組「澳門發展新連盟」第二侯選人出席辯論，期間被第15組「傳新力量」批評，指出2013年選舉政綱表示由博企向有需要的僱員在橫琴提供宿舍，何以今年變成「由政府埋單」，為外地僱員在橫琴興建宿舍？又會否要求該組第1候選人梁安琪盡社會責任，每逢八號風球暫停營業，讓員工不用「搵命搏」上班。其中第二侯選人甄慶悅追問關偉霖，作為「地產界紅人」，反對政府出招打擊樓市及租金管制，現時不少市民為了地產霸權打工是否公道？關表示，「我們的政綱是發展第一，發展第一就係點樣去善用土地資源去發展。」甄慶悅說：「我們所有人都在為地產商打工，這些是發展嗎？這些不是發展，是某一階別的發展，凌駕於整體利益。」